# Гордевський Дмитро В'ячеславович
Горде́вський Дмитро́ В'ячесла́вович - письменник, працює у літературному дуеті з Яною Боцман під псевдонімом Олександр Зорич. Пише російською мовою.

## Біографія
Народився 21 березня 1973 року в Харкові, у родині викладачів Харківського національного університету імені Василя Каразіна. Навчався у середній школі (в одному класі із Яною Боцман).
У 1990-1995 роках навчався на механіко-математичному факультеті ХНУ імені Каразіна. Потім отримав філософську освіту, та після аспірантури у 1999 році захистив кандидатську дисертацію з аберації дзен-буддизму та європейської культури. Є кандидатом філософських наук. До вересня 2004 року працював (разом із Яною Боцман) доцентом на філософському факультеті ХНУ імені Каразіна, де викладав культуру Стародавнього Риму та Сходу. З вересня 2004 року є професійним письменником. Також є членом Спілки російських письменників.